# La leggenda del lupo bianco
La leggenda del lupo bianco è un film del 1995 diretto da Terence H. Winkless.
È il secondo sequel del film del 1990 Grido nella foresta.